# Zatoka Bone
Zatoka Bone (indonez. Teluk Bone) – zatoka morza Banda pomiędzy południowym a południowo-wschodnim półwyspem wyspy Celebes; długość ok. 300 km, szerokość ok. 50 - 150 km; głębokość do 2600 m; dobrze rozwinięta linia brzegowa; w południowej części liczne rafy koralowe.
Główne miasto i port: Palopo.